# Калкански кругови
Калкански кругови је српска ТВ серија из 2021. године.
Емитовање је кренуло од 13. марта 2021. године на Суперстар ТВ и 20. марта 2021. године на РТС 1.

## Радња
Сукоб две породице живописног села Дола крије тајну чувану деценијама.
Време је да се тај сукоб разреши.
Након што му полиција приведе ћерку Миону заједно са познатим београдским дилером, Дејан Матић одлучује да прекине рад у свом архитектонском студију, те да се са ћерком пресели у Дол, родно село свог оца.
Упркос Мионином отпору, он своју замисао и спроводи, са надом да ће у Долу ћерку одвојити од лошег друштва и лоших навика, те обновити међусобну блискост, изгубљену током Миониног одрастања и Дејановог бављења својом каријером.
Међутим, уместо очекиваног мира, у Долу их очекују тајне и неразјашњени односи који су спремни да и њима и свима око њих помрсе конце и направе неочекивани преокрет, али откривају и део породичне историје коју су њихови преци желели да сакрију. 
При самом доласку, дочекује их Дејанов стриц Велибор са најавом дешавања у селу - инвеститор жели да посече стару шуму Забран и ту сагради комплекс хотела.
Зашто су неки мештани спремни на то, док су други животно уплашени, остаје да се прати у овој причи.

## Улоге

### Главне
- Војин Ћетковић као Дејан Матић
- Жарко Лаушевић као Велибор Матић
- Ивана Зечевић као  Миона Матић

### Епизодне
| Глумац                          | Улога                                  |
| ------------------------------- | -------------------------------------- |
| Наташа Нинковић                 | Вера Јаковљевић                        |
| Нина Јанковић                   | Светлана/Видосава, Баба Губа           |
| Игор Ђорђевић                   | пуковник Константин Марковић/Драган    |
| Златија Оцокољић                | Дара                                   |
| Милутин Караџић                 | Бора                                   |
| Бранка Пујић                    | Биља                                   |
| Марко Гверо                     | Југослав Максимовић "Макса", ,,Врболе" |
| Филип Хајдуковић                | Стефан Максимовић                      |
| Нела Михаиловић                 | Даница Максимовић                      |
| Александар Петковић             | Милан                                  |
| Филип Станковски                | Ранко Јовић                            |
| Весна Чипчић/Љиљана Стјепановић | Гордана Јаковљевић                     |
| Бојана Стојковић                | Саша                                   |
| Нина Нешковић                   | Миланка                                |
| Бранко Перишић                  | Кића                                   |
| Љубиша Милишић                  | Џанда                                  |
| Јован Савић                     | Свилар                                 |
| Оливера Бацић                   | певачица                               |
| Маја Шаренац                    | Смиљана                                |
| Лазар Николић                   | Петар Матић (Мачји смех)               |
| Дејан Цицмиловић                | Милун Јовић                            |
| Маја Шиповац                    | Мира Стојковић                         |
| Јадранка Селец                  | Здравка                                |
| Војислав Брајовић               | Момчило Матић                          |
| Ана Сакић                       | Ивана Кубуровић                        |
| Небојша Дугалић                 | професор Теофил Петровић               |
| Паулина Манов                   | Магдалена Јаковљевић Матић             |
| Александар Ђурица               | Никола                                 |
| Бојана Ковачевић                | Мионина мајка                          |
| Драган Петровић                 | свештеник Сава                         |
| Милица Буразер                  | попадија Бранка                        |
| Дубравко Јовановић              | Танасије Ћирић "Таса"                  |
| Ана Франић                      | Нина Недељковић                        |
| Лука Грбић                      | млади Велибор                          |
| Марко Тодоровић                 | млади Момчило                          |
| Вељко Ружић                     | млади Дејан                            |
| Кристина Јовановић              | девојка у Трибалији                    |
| Марко Марковић                  | Милинко                                |
| Душан Ковачевић                 | полицајац                              |
| Исидора Рајковић                | асистент директора завода              |
| Бора Ненић                      | председник комисије/директор завода    |
| Ненад Пећинар                   | инспектор                              |
| Марија Вицковић                 | Соња Баста                             |
| Ања Павићевић                   | Уна Баста                              |
| Вахидин Прелић                  | Иван Баста                             |
| Ивана Ковачевић                 | инспекторка Христић                    |
| Никола Шурбановић               | инспектор Стаменковић                  |
| Миодраг Пејковић                | Старији Гедора                         |
| Александра Плескоњић Илић       | Манда Баста                            |
| Ђорђе Ђоковић                   | Мали Гедора                            |
| Александар Милојевић Лија       | фотограф Веља                          |
| Ненад Вулевић                   | Милунов колега                         |
| Жељко Максимовић                | Раша Кубуровић                         |
| Никола Малбаша                  | Небојша                                |
| Жељко Димић                     | Проказа                                |
| Тамара Алексић                  | Прилика                                |
| Јаков Јевтовић                  | Вук                                    |
| Исидора Грађанин                | девојка                                |
| Павле Менсур                    | Бојан                                  |
| Немања Оливерић                 | Љуба Стојковић                         |
| Александар Срећковић            | Дејанов пословни партнер Власта        |
| Иван Вујић                      | дете                                   |
| Марко Павловић                  |                                        |
| Милић Јовановић                 | адвокат                                |
| Миломир Ракић                   | доктор                                 |
| Наташа Миовчић                  | пијана девојка                         |
| Филип Папрић                    | младић у цркви                         |
| Милош Митровић                  | младић у цркви                         |
| Александра Јовановић            | девојка у цркви                        |
| Анастасија Ранчић               | девојка у цркви                        |
| Дејан Миланов                   | стари Поп                              |
| Ђорђе Луковић                   | беба Гавра                             |
| Иван Нинчић                     | отац                                   |
| Ивана Терзић                    | мајка                                  |
| Александар Михаиловић           | Драгутин                               |
| Драга Ћирић                     | бабица старица                         |
| Јелена Орловић                  | секретарица                            |
| Мики Радевић                    | Силос 1                                |
| Стефан Ђоковић                  | Силос 2                                |
| Петра Милошевић                 | девојчица                              |
| Влада Керкез                    | адвокат                                |
| Ратко Игњатов                   | доктор                                 |
| Драган Павковић                 | конобар Трибалија                      |
| Милош Јефтић                    | музичар Трибалија                      |
| Александар Милић                | млади полицајац                        |
| Младен Кнежевић                 | старији полицајац                      |
| Никола Милојевић                | асистент на факултету                  |
| Петар Лукић                     | Мионин комшија                         |
| Даниел Петковски                | млади ловац 1                          |
| Лазар Васиљевић                 | млади ловац 2                          |
| Александра Ранчић               | гимназијалка                           |
| Ђорђе Луковић                   | беба                                   |
| Милица Самарџија                | девојчица Дара                         |
| Марина Јанковић                 | девојчица Вера                         |
| Зоја Пећинар                    | комшиница девојчица                    |

## Занимљивости
- Снимања су вршена на локацијама у Аранђеловцу и околини  од августа 2020. и трајала су око 10 недеља.

## Епизоде
| Сезона | Сезона | Епизоде | Епизоде | Оригинално емитовање | Оригинално емитовање |
| Сезона | Сезона | Епизоде | Епизоде | Премијера            | Финале               |
| ------ | ------ | ------- | ------- | -------------------- | -------------------- |
|        | 1.     | 10      | 10      | 13. март 2021.       | 11. април 2021.      |
|        | 2.     | 10      | 10      | 1. април 2023.       | 30. април 2023.      |
|        | 3.     | 10      | 10      | 30. март 2024.       | 28. април 2024.      |